# Рив Гош
«Рив Гош» (фр. Rive gauche — Левый берег) — российская парфюмерно-косметическая сеть. Занимает третье место на рынке розничных продаж парфюмерии, косметики и дрогери, уступая сетям «Магнит Косметик» и «Лэтуаль».

## История
Основана в 1995 году Павлом и Ларисой Карабань в Ленинграде.
В середине октября 2008 года был открыт первый магазин в Москве в ТЦ «Пирамида» на улице Горького В 2016 году этот магазин был закрыт.
30 декабря 2010 года сеть «Рив Гош» приобрела 32 магазина «Дуглас Риволи».

## Собственники и руководство
С конца 2007 года сеть принадлежала холдингу «Финстрой» (управляет активами Олега Бойко), который приобрел 75 % акций «Рив Гош».
В августе 2012 года Олег Бойко расстался с контрольным пакетом сети, продав 51 % её акций бывшим совладельцам сети «Лента» Дмитрию Костыгину и Августу Мейеру, сумма сделки оценивалась в $115-140 млн.
По состоянию на 2021 год владельцами «Рив Гош» являются жена бизнесмена Августа Мейера Инна Мейер (51 %), Лариса и Павел Карабань (25 %), Олег Бойко (24 %).
В октябре 2020 года президентом компании стал Эдгар Шабанов, сменив на посту основателя группы компаний Павла Карабаня.

## Деятельность
В первом полугодии 2012 года сеть объединяла 190 магазинов площадью 200—300 м2, находящихся в 40 городах России, в том числе в Ленинграде и Ленинградской области, в Москве и Московской области и др. В сети представлен разнообразный ассортимент парфюмерии и косметики от люксовых брендов до масс-маркета.
Оборот компании в 2022 году составил 45 млрд рублей, в управлении — 257 магазинов. Ассортимент превышает 35 000 артикулов (SKU).